# Pianta cruciforme
La pianta cruciforme (composto del latino crux -ucis «croce» e forme) in architettura identifica un edificio o una sala di forma cruciforme.

## Storia
L'urbanistica romana per gli accampamenti e le città di nuova fondazione prevedeva uno schema di strade ortogonali che si sviluppava a partire dalle strade principali, il decumano e il cardo.  
Nelle terme romane, il frigidario era talvolta una grande sala cruciforme che ospitava vasche con acqua fredda.
Esempi di antiche strutture architettoniche cruciformi si possono trovare nel tempio di Erode, il secondo tempio di Gerusalemme.
Nell'architettura islamica la pianta cruciforme ha una simbologia cosmica ed è la norma nei mausolei, nei giardini, nei palazzi e nella struttura delle città.

### Chiese cristiane
Le chiese cristiane hanno generalmente pianta cruciforme. Nella prima età cristiana, le chiese ortodosse orientali erano solite utilizzare una pianta a tetraconch o a croce greca con le braccia tutte eguali tra loro. Nel panorama delle chiese occidentali, ad ogni modo, a partire dall'architettura romanica ma in particolare con lo sviluppo del gotico internazionale, si ebbe una diffusione della forma cruciforme delle piante delle chiese anche se essa non divenne esclusiva nello stile.  Le chiese protestanti non fanno eccezione. Anche i luoghi di riunione dei metodisti, i cosiddetti "tabernacoli" hanno una forma cruciforme.
Tra le caratteristiche delle chiese a pianta cruciforme riportiamo:
- La navata a est, contenente l'altare maggiore e spesso con finestre particolarmente elaborate, accoglie la luce dalle prime ore del giorno.
- La navata a ovest, che talvolta contiene il fonte battesimale, rappresenta l'estensione verso la comunità della chiesa e quindi di Cristo.
- I transetti nord e sud, essendo le braccia della croce, spesso contengono delle cappelle laterali, sale o l'organo della chiesa.
- La crociera, è il punto d'incontro dei transetti, sotto la cupola o la torre centrale della chiesa.[8]

Nelle chiese che non sono orientate con l'altare geograficamente ad est, solitamente l'altare viene posto verso l'"est liturgico".

### Ville palladiane
Tra i primissimi esempi nel Rinascimento di pianta centrale applicata non ad un edificio religioso o pubblico, ma privato, è Villa Almerico Capra detta "La Rotonda" a Vicenza, uno dei capolavori di Andrea Palladio, la sua villa più famosa e uno degli edifici più imitati della storia dell'architettura anche in epoca moderna e contemporanea. Benché soprannominato "rotonda", l'edificio palladiano è a pianta cruciforme, con una cupola e un salone centrale a pianta circolare.
In alcune altre ville il Palladio ha progettato i grandi saloni centrali di ricevimento a pianta cruciforme. Li troviamo nella Villa Foscari, Villa Barbaro, Villa Pisani a Bagnolo e Villa Gazzotti. 

### Pilastri
Anche un elemento costruttivo come il pilastro può essere cruciforme, sia in muratura, come nella piscina Lusciano di Bacoli o nell'architettura romanica, sia in acciaio come nell'architettura moderna. Esempi di utilizzo moderno si trovano nella struttura della facoltà di architettura del Politecnico di Milano e del Padiglione di Barcellona dove Il tetto, completamente piano, è sostenuto da otto pilastri cruciformi cromati molto sottili che danno una forte impressione di leggerezza che rivelano il carattere non portante delle pareti.

## Galleria d'immagini

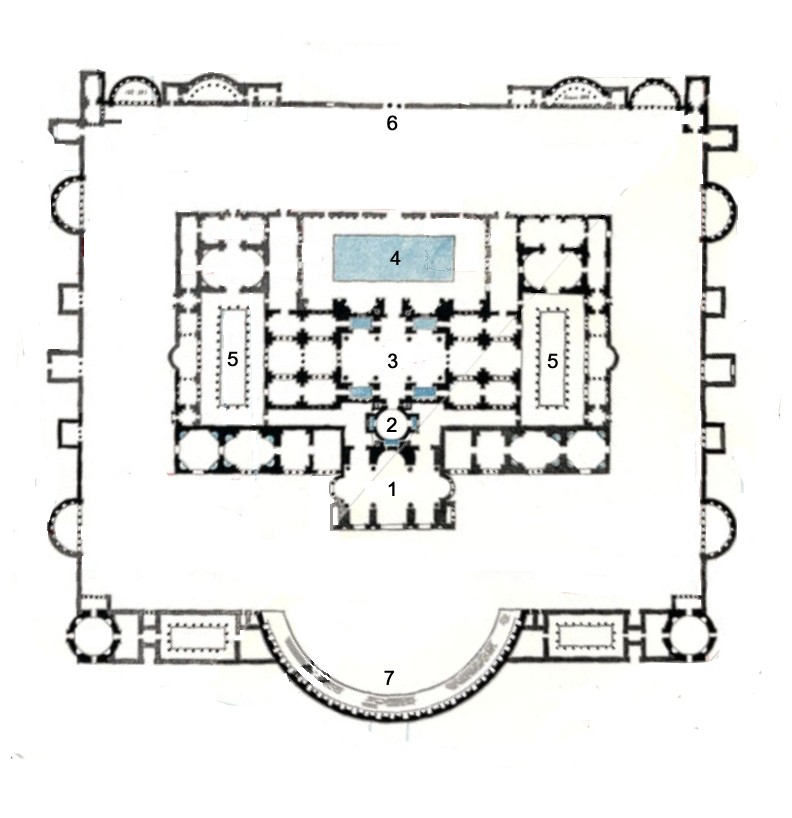
Terme di Diocleziano
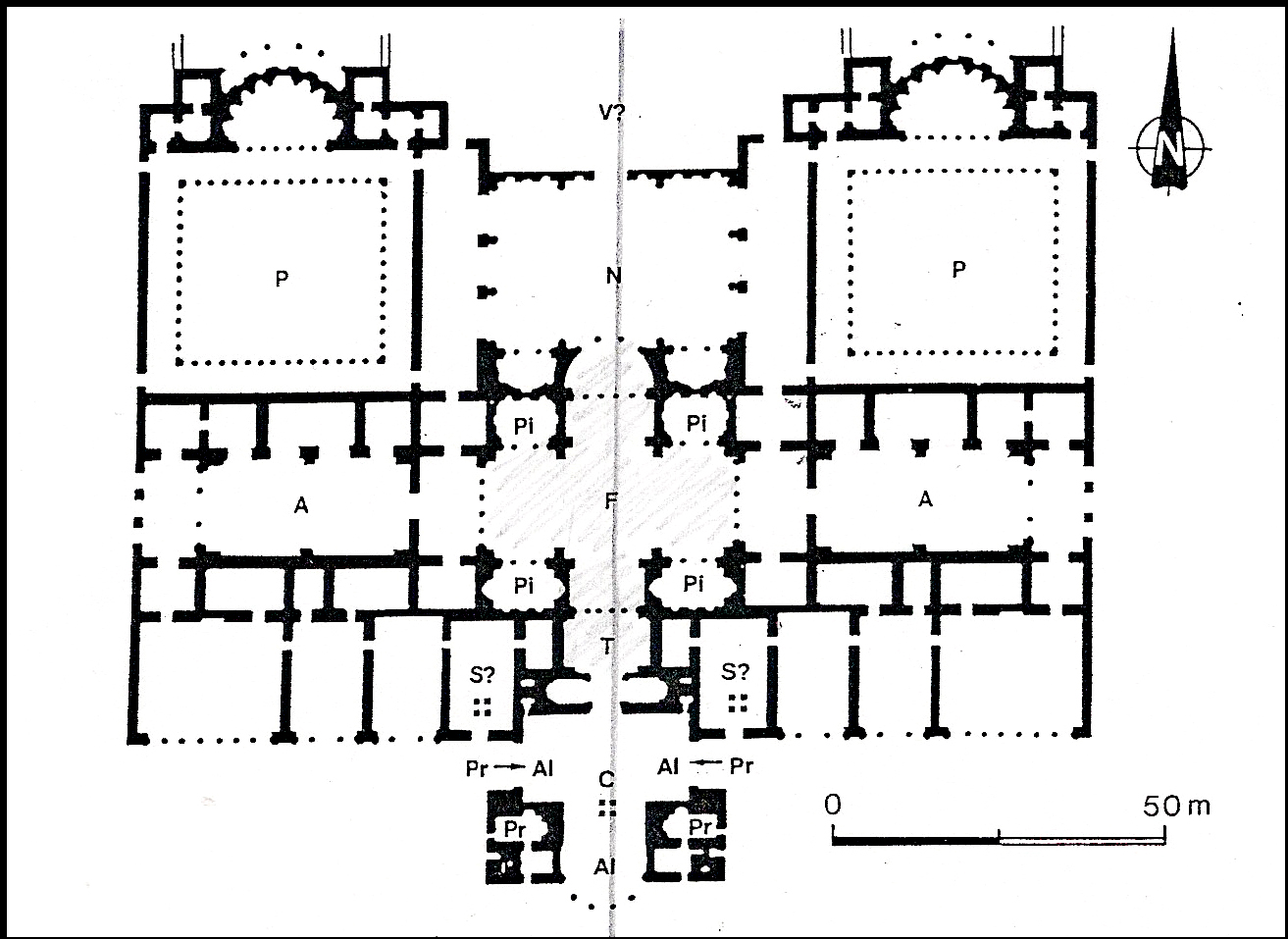
Terme di Nerone
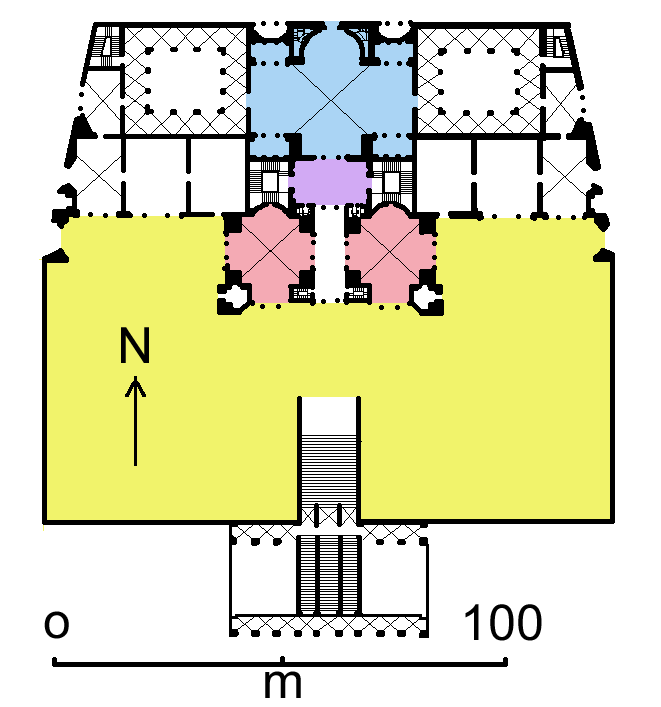
Terme di Tito
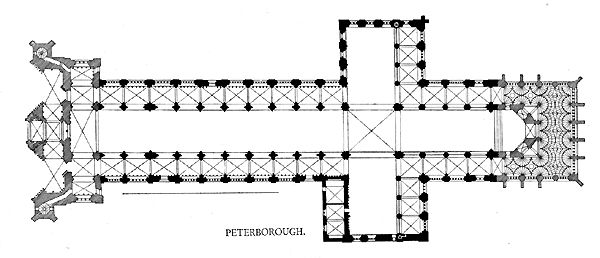
Cattedrale di Peterborough
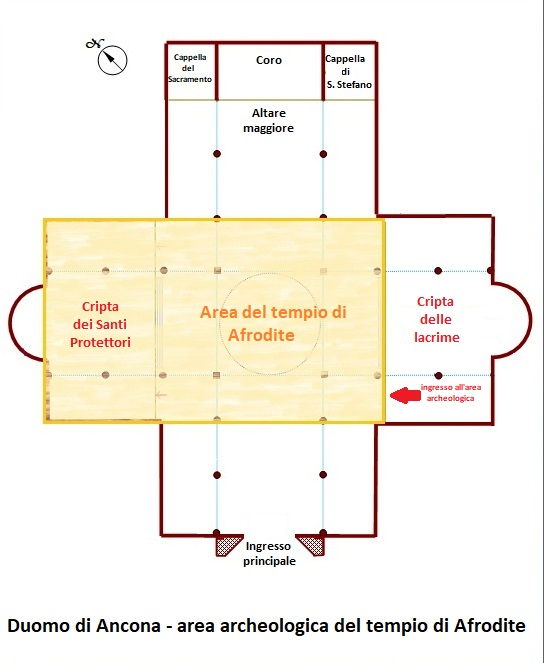
Duomo di Ancona
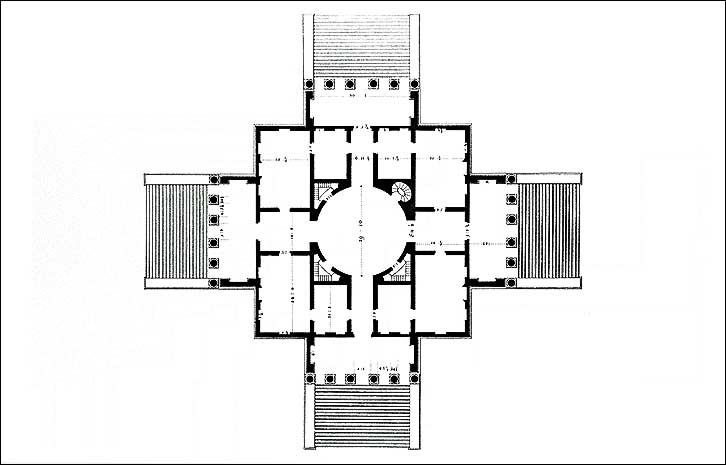
Villa Capra
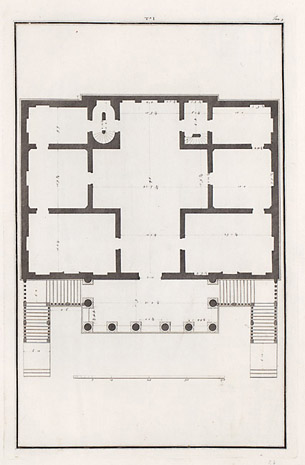
Villa Foscari
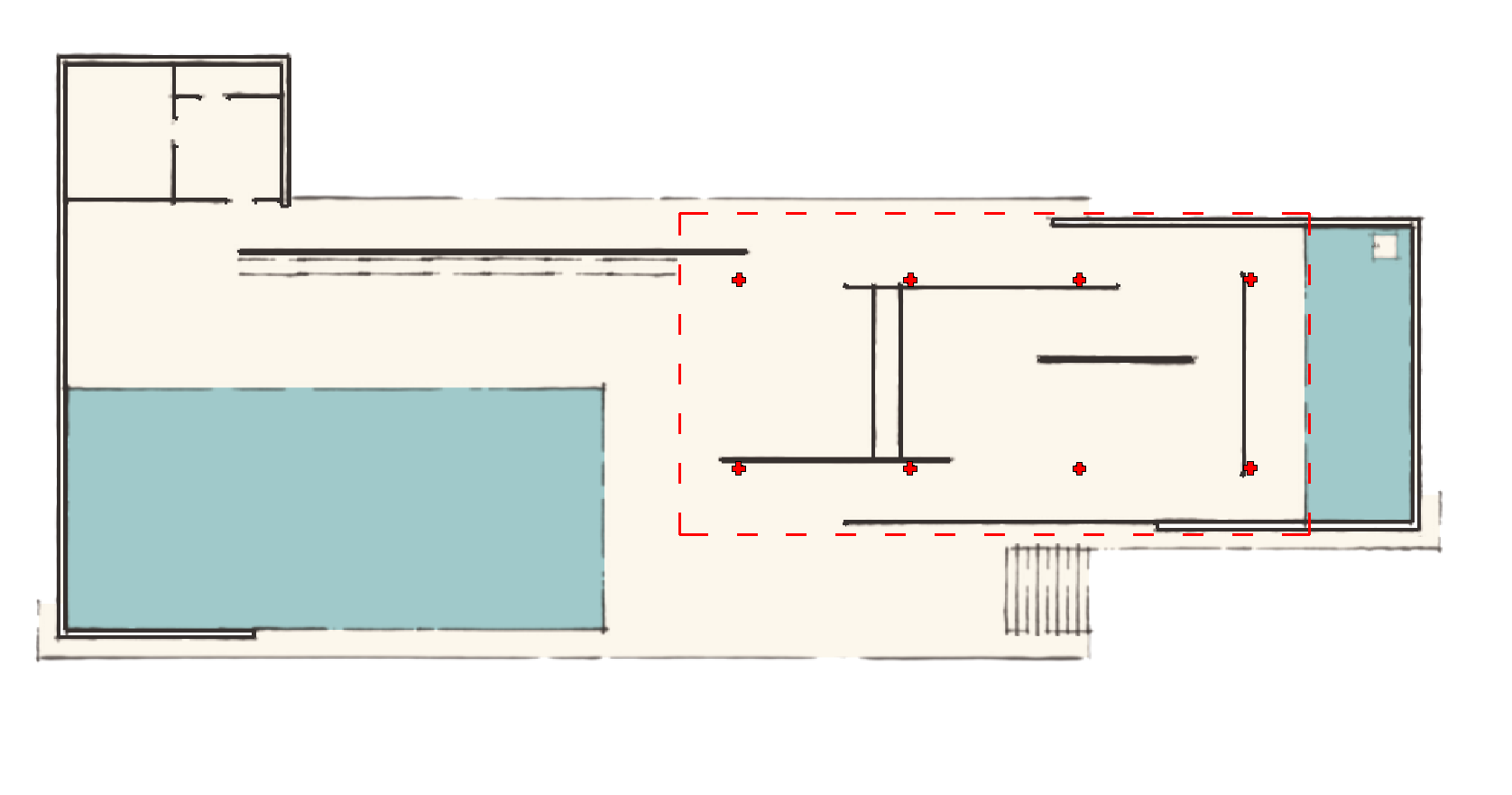
Pilastri del Padiglione di Barcellona evidenziati in rosso